# Neunkirchen am Brand
Neunkirchen am Brand is een plaats in de Duitse deelstaat Beieren, en maakt deel uit van het Landkreis Forchheim.
Neunkirchen am Brand telt 8.181 inwoners.
Neunkirchen am Brand is sinds 1983 verbroederd met de Belgische gemeente Deerlijk.
Dormitz ·
Ebermannstadt ·
Effeltrich ·
Eggolsheim ·
Egloffstein ·
Forchheim ·
Gößweinstein ·
Gräfenberg ·
Hallerndorf ·
Hausen ·
Heroldsbach ·
Hetzles ·
Hiltpoltstein ·
Igensdorf ·
Kirchehrenbach ·
Kleinsendelbach ·
Kunreuth ·
Langensendelbach ·
Leutenbach ·
Neunkirchen a.Brand ·
Obertrubach ·
Pinzberg ·
Poxdorf ·
Pretzfeld ·
Unterleinleiter ·
Weilersbach ·
Weißenohe ·
Wiesenthau ·
Wiesenttal